# Useless Inlet
Useless Inlet är en vik i Australien. Den ligger i delstaten Western Australia, omkring 690 kilometer norr om delstatshuvudstaden Perth.
Omgivningarna runt Useless Inlet är i huvudsak ett öppet busklandskap. Trakten runt Useless Inlet är nära nog obefolkad, med mindre än två invånare per kvadratkilometer. Stäppklimat råder i trakten. Genomsnittlig årsnederbörd är 256 millimeter. Den regnigaste månaden är juni, med i genomsnitt 80 mm nederbörd, och den torraste är oktober, med 2 mm nederbörd.